# Fermín
Fermín ist ein spanischer männlicher Vorname, abgeleitet von dem spätlateinischen Namen Firminus mit der Bedeutung „beständig, fest, gesund, stark“. Die baskische Form des Namens ist Fermin.

## Namensträger

### Vorname
- Fermín Aldeguer (* 2005), spanischer Motorradrennfahrer
- Fermín Cacho (* 1969), spanischer Mittelstreckenläufer
- Fermín Donazar (1933–2018), uruguayischer Leichtathlet
- Fermín Ferreira y Artigas (1831–1872), uruguayischer Politiker, Journalist und Schriftsteller
- Fermín Estrella Gutiérrez (1900–1990), argentinischer Schriftsteller
- Fermín Emilio Lafitte (1888–1959), argentinischer römisch-katholischer Geistlicher, Bischof und Erzbischof
- Fermín Merlo (* 1992), argentinischer Jazzmusiker (Schlagzeug, Vibraphon)
- Fermín Lasala y Collado (1830–1917), spanischer Unternehmer, Politiker und Diplomat
- Fermín Palacios, Präsident von El Salvador im 19. Jahrhundert
- Fermín Revueltas Sánchez (1901–1935), mexikanischer Maler
- Fermín Salvochea (1842–1907), spanischer Bürgermeister und Anarchist
- Fermín Trueba (1914–2007), spanischer Radrennfahrer
- Fermín Uriarte (1902–1972), uruguayischer Fußballspieler
- Fermín Vélez (1959–2003), spanischer Automobilrennfahrer
- Alberto Fermín Zubiría (1901–1971), uruguayischer Politiker

### Künstlername
- Fermín IV (* 19**), mexikanischer Hip-Hop-Produzent

### Form Fermin
- Fermin Muguruza (* 1963), baskischer Musiker
- Fermin Rocker (1907–2004), englischer Maler

### Familienname
- Ángel Francisco Caraballo Fermín (* 1965), venezolanischer Geistlicher, Erzbischof von Cumaná
- Maria Helena Johanna Fermin (1897–1980), niederländische Romanistin, Italianistin und Räto-Romanistin
- Philipp Fermin (1729–1790), deutscher Mediziner
- Raymundo Fermín (* 1961), dominikanischer Tischtennisspieler
- Shawna Fermin (* 1991), Sprinterin aus Trinidad und Tobago